# Урнгиявин
Урнгиявин (Варнгеяха, Урнгияун, устар. Уроно-Яга) — река в России, протекает по Сургутскому району Ханты-Мансийского автономного округа. Длина реки составляет 11 км.
Начинается между верховьями Варнъёгана и средним течением Вочингъяуна. Течёт в юго-восточном направлении по заболоченной местности. Устье реки находится в 51 км по правому берегу реки Вочингъяун. В низовьях пересекается автодорогой и нефтепроводом.

## Данные водного реестра
По данным государственного водного реестра России относится к Верхнеобскому бассейновому округу, водохозяйственный участок реки — Обь от города Нефтеюганск до впадения реки Иртыш, речной подбассейн реки — Обь ниже Ваха до впадения Иртыша. Речной бассейн реки — (Верхняя) Обь до впадения Иртыша.
Код объекта в государственном водном реестре — 13011100212115200045730.